# چرخ گردون
چرخ گردون نام یک آلبوم موسیقی به خوانندگی علی‌اصغر شاه‌زیدی است که در سبک سنتی ایرانی تهیه شده‌است. این آلبوم در سال ۱۳۶۹ و توسط مؤسسهٔ آوای باربد منتشر گردید. آهنگ‌های این آلبوم را علی تجویدی و حسین استوار ساخته و فریدون شهبازیان آن‌ها را برای ارکستر تنظیم کرده‌است.

## شرح آلبوم

### فهرست آهنگ‌ها
| شماره      | نام                          | سراینده        | آهنگساز     | مدت   |
| ---------- | ---------------------------- | -------------- | ----------- | ----- |
| ۱.         | «جام مدهوشی»                 | بیژن ترقی      | علی تجویدی  | ۰۷:۳۴ |
| ۲.         | «مقدمه و چهارمضراب دشتی»     |                |             | ۰۵:۱۵ |
| ۳.         | «ساز و آواز»                 | مولانا         |             | ۰۶:۰۶ |
| ۴.         | «چهارمضراب عشاق»             |                |             | ۰۱:۰۴ |
| ۵.         | «ادامه ساز و آواز»           | مولانا         |             | ۰۴:۰۷ |
| ۶.         | «جام مدهوشی»                 |                | علی تجویدی  | ۰۴:۵۳ |
| ۷.         | «سرو دلجوی»                  | درگاهی خراسانی | حسین استوار | ۰۴:۳۵ |
| ۸.         | «مقدمه و چهارمضراب بیات زند» |                |             | ۰۴:۵۷ |
| ۹.         | «ساز و آواز»                 | سعدی           |             | ۰۸:۰۹ |
| ۱۰.        | «چهارمضراب شکسته»            |                |             | ۰۲:۳۸ |
| ۱۱.        | «ادامه ساز و آواز»           | سعدی           |             | ۰۳:۲۴ |
| ۱۲.        | «سرو دلجوی»                  |                | حسین استوار | ۰۴:۳۵ |
| مجموع مدت: | مجموع مدت:                   | مجموع مدت:     | مجموع مدت:  | ۵۷:۱۵ |

### نوازندگان
- ویولون: ارسلان کامکار، منوچهر انصاری، مهدی جوان فر، سیامک رئوفی، ابراهیم لطفی
- ویولا: رسول بهبهانی، بهزاد بیرقی
- ویولنسل: منوچهر باستان سیر، کریم قربانی
- کنترباس: علیرضا خورشیدفر
- کلارینت: سعید اتوت
- ابوا: کامران علی آقا
- فلوت: ناصر رحیمی
- تار و تارباس: شهرام اعتمادی، شهریار فریوسفی
- سنتور: اردوان کامکار، علی تحریری
- کمانچه: اردشیر کامکار، ابراهیم نقدیان
- عود: حسین بهروزی نیا
- نی: جمشید عندلیبی
- تنبک: ارژنگ کامکار
- دف: بیژن کامکار

### تکنوازان
- تار: جلیل شهناز
- تنبک: محمد اسماعیلی